# Volleyball World Beach Pro Tour 2023
De Volleyball World Beach Pro Tour 2023 vond plaats van februari tot en met december 2023. De tweede editie van de internationale beachvolleybalcompetitie omvatte in totaal 51 toernooien waarvan negen Elite16-toernooien, tien Challenge-toernooien, 31 Future-toernooien en een seizoensfinale. Daarnaast vonden de wereldkampioenschappen dit jaar plaats. Van de 31 Future-toernooien waren er vijf enkel voor mannen en drie enkel voor vrouwen.

## Kalender
| Plaats             | Categorie | Geslacht | Datum                          |
| ------------------ | --------- | -------- | ------------------------------ |
| Doha               | Elite16   | beide    | 1 – 5 februari 2023            |
| Mount Maunganui    | Future    | beide    | 15 – 19 maart 2023             |
| La Paz             | Challenge | beide    | 16 – 19 maart 2023             |
| Tepic              | Elite16   | beide    | 22 – 26 maart 2023             |
| Coolangatta        | Future    | beide    | 29 maart – 2 april 2023        |
| Tahiti             | Future    | mannen   | 4 – 8 april 2023               |
| Itapema            | Challenge | beide    | 6 – 9 april 2023               |
| Saquarema          | Challenge | beide    | 13 – 16 april 2023             |
| Satun              | Future    | beide    | 20 – 23 april 2023             |
| Uberlandia         | Elite16   | beide    | 26 – 30 april 2023             |
| Madrid             | Future    | mannen   | 11 – 14 mei 2023               |
| Madrid             | Future    | vrouwen  | 18 – 21 mei 2023               |
| Ostrava            | Elite16   | beide    | 31 mei – 4 juni 2023           |
| Spiez              | Future    | beide    | 8 – 11 juni 2023               |
| Lecce              | Future    | beide    | 8 – 11 juni 2023               |
| Jūrmala            | Challenge | beide    | 15 – 18 juni 2023              |
| Rijsel             | Future    | beide    | 15 – 18 juni 2023              |
| Ios                | Future    | beide    | 22 – 25 juni 2023              |
| Messina            | Future    | beide    | 29 juni – 2 juli 2023          |
| Helsinki           | Future    | beide    | 29 juni – 2 juli 2023          |
| Gstaad             | Elite16   | beide    | 4 – 9 juli 2023                |
| Espinho            | Challenge | beide    | 13 – 16 juli 2023              |
| Leuven             | Future    | beide    | 13 – 16 juli 2023              |
| Edmonton           | Challenge | beide    | 20 – 23 juli 2023              |
| Montreal           | Elite16   | beide    | 26 – 30 juli 2023              |
| Wenzhou            | Future    | beide    | 10 – 13 augustus 2023          |
| Warschau           | Future    | beide    | 10 – 13 augustus 2023          |
| Hamburg            | Elite16   | beide    | 16 – 20 augustus 2023          |
| Bujumbura          | Future    | beide    | 17 – 20 augustus 2023          |
| Qidong             | Future    | beide    | 17 – 20 augustus 2023          |
| El Alamein         | Future    | beide    | 23 – 26 augustus 2023          |
| Baden              | Future    | beide    | 23 – 27 augustus 2023          |
| Brno               | Future    | beide    | 23 – 27 augustus 2023          |
| Seoel              | Future    | vrouwen  | 24 – 27 augustus 2023          |
| Montpellier        | Future    | mannen   | 30 augustus – 3 september 2023 |
| Corigliano Rossano | Future    | beide    | 31 augustus – 3 september 2023 |
| Warschau           | Future    | mannen   | 31 augustus – 3 september 2023 |
| Warschau           | Future    | vrouwen  | 7 – 10 september 2023          |
| Miguel Pereira     | Future    | beide    | 7 – 10 september 2023          |
| Cervia             | Future    | beide    | 21 – 24 september 2023         |
| Halifax            | Future    | beide    | 21 – 24 september 2023         |
| Parijs             | Elite16   | beide    | 27 september – 1 oktober 2023  |
| Mexico             | WK        | beide    | 6 – 15 oktober 2023            |
| Mallorca           | Future    | vrouwen  | 18 – 22 oktober 2023           |
| Goa                | Challenge | beide    | 19 – 22 oktober 2023           |
| Mallorca           | Future    | mannen   | 25 – 29 oktober 2023           |
| Haikou             | Challenge | beide    | 2 – 5 november 2023            |
| Chiang Mai         | Challenge | beide    | 16 – 19 november 2023          |
| Geelong            | Future    | beide    | 21 – 26 november 2023          |
| João Pessoa        | Elite16   | beide    | 22 – 26 november 2023          |
| Nuvali             | Challenge | beide    | 30 november – 3 december 2023  |
| Doha               | Finals    | beide    | 7 – 10 december 2023           |

## Resultaten

### Elite16 Doha
Van 1 tot en met 5 februari 2023
| Mannen | Mannen                              | Mannen |
| Rang   | Team                                |        |
| ------ | ----------------------------------- | ------ |
| 1      | Anders Mol / Christian Sørum        |        |
| 2      | David Åhman / Jonatan Hellvig       |        |
| 3      | Alex Ranghieri / Adrian Carambula   |        |
| 4      | Bartosz Łosiak / Michał Bryl        |        |
| 5      | Marco Grimalt / Esteban Grimalt     |        |
| 5      | Pablo Herrera / Adrián Gavira       |        |
| 5      | Nils Ehlers / Clemens Wickler       |        |
| 5      | Alexander Brouwer / Robert Meeuwsen |        |

| Vrouwen | Vrouwen                                    | Vrouwen |
| Rang    | Team                                       |         |
| ------- | ------------------------------------------ | ------- |
| 1       | Katja Stam / Raïsa Schoon                  |         |
| 2       | Nina Brunner / Tanja Hüberli               |         |
| 3       | Taliqua Clancy / Mariafe Artacho           |         |
| 4       | Tina Graudina / Anastasija Samoilova       |         |
| 5       | Ana Patrícia Ramos / Duda Lisboa           |         |
| 5       | Melissa Humana-Paredes / Brandie Wilkerson |         |
| 5       | Sara Hughes / Kelly Cheng                  |         |
| 5       | Kristen Nuss / Taryn Kloth                 |         |

### La Paz Challenge
Van 16 tot en met 19 maart 2023
| Mannen | Mannen                            | Mannen |
| Rang   | Team                              |        |
| ------ | --------------------------------- | ------ |
| 1      | Pablo Herrera / Adrián Gavira     |        |
| 2      | Stefan Boermans / Yorick de Groot |        |
| 3      | Robin Seidl / Moritz Pristauz     |        |
| 4      | Evandro Gonçalves / Arthur Lanci  |        |
| 5      | Thomas Hodges / Zachery Schubert  |        |
| 5      | Sam Schachter / Daniel Dearing    |        |
| 5      | Julien Lyneel / Rémi Bassereau    |        |
| 5      | Trevor Crabb / Theodore Brunner   |        |

| Vrouwen | Vrouwen                                   | Vrouwen |
| Rang    | Team                                      |         |
| ------- | ----------------------------------------- | ------- |
| 1       | Kristen Nuss / Taryn Kloth                |         |
| 2       | Savannah Simo / Toni Rodriguez            |         |
| 3       | Tainá Silva / Victoria Lopes              |         |
| 4       | Dorina Klinger / Ronja Klinger            |         |
| 5       | Talita Antunes / Thamela Coradello        |         |
| 5       | Barbora Hermannová / Marie-Sára Štochlová |         |
| 5       | Lézana Placette / Alexia Richard          |         |
| 5       | Sara Hughes / Kelly Cheng                 |         |

### Elite16 Tepic
Van 22 tot en met 26 maart 2023
| Mannen | Mannen                              | Mannen |
| Rang   | Team                                |        |
| ------ | ----------------------------------- | ------ |
| 1      | David Åhman / Jonatan Hellvig       |        |
| 2      | Anders Mol / Christian Sørum        |        |
| 3      | Nils Ehlers / Clemens Wickler       |        |
| 4      | Stefan Boermans / Yorick de Groot   |        |
| 5      | Ondřej Perušič / David Schweiner    |        |
| 5      | Samuele Cottafava / Paolo Nicolai   |        |
| 5      | Alex Ranghieri / Adrian Carambula   |        |
| 5      | Alexander Brouwer / Robert Meeuwsen |        |

| Vrouwen | Vrouwen                                    | Vrouwen |
| Rang    | Team                                       |         |
| ------- | ------------------------------------------ | ------- |
| 1       | Sara Hughes / Kelly Cheng                  |         |
| 2       | Ana Patrícia Ramos / Duda Lisboa           |         |
| 3       | Taliqua Clancy / Mariafe Artacho           |         |
| 4       | Valentina Gottardi / Marta Menegatti       |         |
| 5       | Carol Solberg / Bárbara Seixas             |         |
| 5       | Melissa Humana-Paredes / Brandie Wilkerson |         |
| 5       | Svenja Müller / Cinja Tillmann             |         |
| 5       | Katja Stam / Raïsa Schoon                  |         |

### Itapema Challenge
Van 6 tot en met 9 april 2023
| Mannen | Mannen                             | Mannen |
| Rang   | Team                               |        |
| ------ | ---------------------------------- | ------ |
| 1      | George Wanderley / André Loyola    |        |
| 2      | Youssef Krou / Arnaud Gauthier-Rat |        |
| 3      | Hendrik Mol / Mathias Berntsen     |        |
| 4      | Noslen Díaz / Jorge Alayo          |        |
| 5      | Vitor Felipe / Renato Lima         |        |
| 5      | Pablo Herrera / Adrián Gavira      |        |
| 5      | Miles Partain / Andrew Benesh      |        |
| 5      | Chaim Schalk / Tri Bourne          |        |

| Vrouwen | Vrouwen                        | Vrouwen |
| Rang    | Team                           |         |
| ------- | ------------------------------ | ------- |
| 1       | Xue Chen / Xia Xinyi           |         |
| 2       | Carol Solberg / Bárbara Seixas |         |
| 3       | Terese Cannon / Sarah Sponcil  |         |
| 4       | Esmée Böbner / Zoé Vergé-Dépré |         |
| 5       | Niina Ahtiainen / Taru Lahti   |         |
| 5       | Miki Ishii / Sayaka Mizoe      |         |
| 5       | Emi van Driel / Brecht Piersma |         |
| 5       | Julia Scoles / Betsi Flint     |         |

### Saquarema Challenge
Van 13 tot en met 16 april 2023
| Mannen | Mannen                               | Mannen |
| Rang   | Team                                 |        |
| ------ | ------------------------------------ | ------ |
| 1      | Evandro Gonçalves / Arthur Lanci     |        |
| 2      | Chase Budinger / Miles Evans         |        |
| 3      | Julian Hörl / Alexander Horst        |        |
| 4      | Miles Partain / Andrew Benesh        |        |
| 5      | Daniele Lupo / Enrico Rossi          |        |
| 5      | Steven van de Velde / Matthew Immers |        |
| 5      | Piotr Kantor / Maciej Rudol          |        |
| 5      | Trevor Crabb / Theodore Brunner      |        |

| Vrouwen | Vrouwen                                    | Vrouwen |
| Rang    | Team                                       |         |
| ------- | ------------------------------------------ | ------- |
| 1       | Valentina Gottardi / Marta Menegatti       |         |
| 2       | Tainá Silva / Victoria Lopes               |         |
| 3       | Andressa Cavalcanti / Vitória Rodrigues    |         |
| 4       | Monika Paulikienė / Ainė Raupelytė         |         |
| 5       | Talita Antunes / Thamela Coradello         |         |
| 5       | Liliana Fernández / Paula Soria            |         |
| 5       | Jagoda Gruszczyńska / Aleksandra Wachowicz |         |
| 5       | Esmée Böbner / Zoé Vergé-Dépré             |         |

### Elite16 Uberlândia
Van 26 tot en met 30 april 2023
| Mannen | Mannen                               | Mannen |
| Rang   | Team                                 |        |
| ------ | ------------------------------------ | ------ |
| 1      | Ondřej Perušič / David Schweiner     |        |
| 2      | Anders Mol / Christian Sørum         |        |
| 3      | Bartosz Łosiak / Michał Bryl         |        |
| 4      | Steven van de Velde / Matthew Immers |        |
| 5      | Nils Ehlers / Clemens Wickler        |        |
| 5      | Alexander Brouwer / Robert Meeuwsen  |        |
| 5      | David Åhman / Jonatan Hellvig        |        |
| 5      | Chaim Schalk / Tri Bourne            |        |

| Vrouwen | Vrouwen                              | Vrouwen |
| Rang    | Team                                 |         |
| ------- | ------------------------------------ | ------- |
| 1       | Kristen Nuss / Taryn Kloth           |         |
| 2       | Taliqua Clancy / Mariafe Artacho     |         |
| 3       | Ana Patrícia Ramos / Duda Lisboa     |         |
| 4       | Sara Hughes / Kelly Cheng            |         |
| 5       | Carol Solberg / Bárbara Seixas       |         |
| 5       | Tina Graudina / Anastasija Samoilova |         |
| 5       | Nina Brunner / Tanja Hüberli         |         |
| 5       | Anouk Vergé-Dépré / Joana Mäder      |         |

### Elite16 Ostrava
Van 31 mei tot en met 4 juni 2023
| Mannen | Mannen                             | Mannen |
| Rang   | Team                               |        |
| ------ | ---------------------------------- | ------ |
| 1      | Anders Mol / Christian Sørum       |        |
| 2      | Cherif Younousse / Ahmed Tijan     |        |
| 3      | Miles Partain / Andrew Benesh      |        |
| 4      | Ondřej Perušič / David Schweiner   |        |
| 5      | Youssef Krou / Arnaud Gauthier-Rat |        |
| 5      | Nils Ehlers / Clemens Wickler      |        |
| 5      | Alex Ranghieri / Adrian Carambula  |        |
| 5      | David Åhman / Jonatan Hellvig      |        |

| Vrouwen | Vrouwen                                    | Vrouwen |
| Rang    | Team                                       |         |
| ------- | ------------------------------------------ | ------- |
| 1       | Ana Patrícia Ramos / Duda Lisboa           |         |
| 2       | Terese Cannon / Sarah Sponcil              |         |
| 3       | Melissa Humana-Paredes / Brandie Wilkerson |         |
| 4       | Nina Brunner / Tanja Hüberli               |         |
| 5       | Svenja Müller / Cinja Tillmann             |         |
| 5       | Anouk Vergé-Dépré / Joana Mäder            |         |
| 5       | Sara Hughes / Kelly Cheng                  |         |
| 5       | Kristen Nuss / Taryn Kloth                 |         |

### Jūrmala Challenge
Van 15 tot en met 18 juni 2023
| Mannen | Mannen                               | Mannen |
| Rang   | Team                                 |        |
| ------ | ------------------------------------ | ------ |
| 1      | Thomas Hodges / Zachery Schubert     |        |
| 2      | George Wanderley / André Loyola      |        |
| 3      | Vitor Felipe / Renato Lima           |        |
| 4      | Evandro Gonçalves / Arthur Lanci     |        |
| 5      | Steven van de Velde / Matthew Immers |        |
| 5      | Piotr Kantor / Jakub Zdybek          |        |
| 5      | Trevor Crabb / Theodore Brunner      |        |
| 5      | Chaim Schalk / Tri Bourne            |        |

| Vrouwen | Vrouwen                                    | Vrouwen |
| Rang    | Team                                       |         |
| ------- | ------------------------------------------ | ------- |
| 1       | Melissa Humana-Paredes / Brandie Wilkerson |         |
| 2       | Esmée Böbner / Zoé Vergé-Dépré             |         |
| 3       | Tina Graudina / Anastasija Samoilova       |         |
| 4       | Tainá Silva / Victoria Lopes               |         |
| 5       | Andressa Cavalcanti / Vitória Rodrigues    |         |
| 5       | Dong Jie / Wang Fan                        |         |
| 5       | Xue Chen / Xia Xinyi                       |         |
| 5       | Claudia Scampoli / Margherita Bianchin     |         |

### Elite16 Gstaad
Van 4 tot en met 9 juli 2023
| Mannen | Mannen                            | Mannen |
| Rang   | Team                              |        |
| ------ | --------------------------------- | ------ |
| 1      | Miles Partain / Andrew Benesh     |        |
| 2      | Anders Mol / Christian Sørum      |        |
| 3      | George Wanderley / André Loyola   |        |
| 4      | Bartosz Łosiak / Michał Bryl      |        |
| 5      | Pedro Solberg / Guto Carvalhaes   |        |
| 5      | Marco Grimalt / Esteban Grimalt   |        |
| 5      | Alex Ranghieri / Adrian Carambula |        |
| 5      | Cherif Younousse / Ahmed Tijan    |        |

| Vrouwen | Vrouwen                                    | Vrouwen |
| Rang    | Team                                       |         |
| ------- | ------------------------------------------ | ------- |
| 1       | Ana Patrícia Ramos / Duda Lisboa           |         |
| 2       | Sara Hughes / Kelly Cheng                  |         |
| 3       | Kristen Nuss / Taryn Kloth                 |         |
| 4       | Svenja Müller / Cinja Tillmann             |         |
| 5       | Taliqua Clancy / Mariafe Artacho           |         |
| 5       | Carol Solberg / Bárbara Seixas             |         |
| 5       | Melissa Humana-Paredes / Brandie Wilkerson |         |
| 5       | Valentina Gottardi / Marta Menegatti       |         |

### Espinho Challenge
Van 13 tot en met 16 juli 2023
| Mannen | Mannen                                 | Mannen |
| Rang   | Team                                   |        |
| ------ | -------------------------------------- | ------ |
| 1      | Trevor Crabb / Theodore Brunner        |        |
| 2      | Julian Hörl / Alexander Horst          |        |
| 3      | Evandro Gonçalves / Arthur Lanci       |        |
| 4      | Piotr Kantor / Jakub Zdybek            |        |
| 5      | Pablo Herrera / Adrián Gavira          |        |
| 5      | Patrikus Stankevičius / Audrius Knašas |        |
| 5      | Serhij Popov / Edoeard Reznik          |        |
| 5      | Chaim Schalk / Tri Bourne              |        |

| Vrouwen | Vrouwen                                    | Vrouwen |
| Rang    | Team                                       |         |
| ------- | ------------------------------------------ | ------- |
| 1       | Carol Solberg / Bárbara Seixas             |         |
| 2       | Andressa Cavalcanti / Vitória Rodrigues    |         |
| 3       | Ágatha Bednarczuk / Rebecca Silva          |         |
| 4       | Xue Chen / Xia Xinyi                       |         |
| 5       | Daniela Álvarez / Tania Moreno             |         |
| 5       | Lézana Placette / Alexia Richard           |         |
| 5       | Jagoda Gruszczyńska / Aleksandra Wachowicz |         |
| 5       | Megan Kraft / Emily Stockman               |         |

### Edmonton Challenge
Van 20 tot en met 23 juli 2023
| Mannen | Mannen                             | Mannen |
| Rang   | Team                               |        |
| ------ | ---------------------------------- | ------ |
| 1      | João Pedrosa / Hugo Campos         |        |
| 2      | Hendrik Mol / Mathias Berntsen     |        |
| 3      | Samuele Cottafava / Paolo Nicolai  |        |
| 4      | Pedro Solberg / Guto Carvalhaes    |        |
| 5      | Martin Ermacora / Philipp Waller   |        |
| 5      | Arthur Canet / Téo Rotar           |        |
| 5      | Christiaan Varenhorst / Leon Luini |        |
| 5      | Serhij Popov / Edoeard Reznik      |        |

| Vrouwen | Vrouwen                                   | Vrouwen |
| Rang    | Team                                      |         |
| ------- | ----------------------------------------- | ------- |
| 1       | Carol Solberg / Bárbara Seixas            |         |
| 2       | Valentina Gottardi / Marta Menegatti      |         |
| 3       | Barbora Hermannová / Marie-Sára Štochlová |         |
| 4       | Esmée Böbner / Zoé Vergé-Dépré            |         |
| 5       | Dorina Klinger / Ronja Klinger            |         |
| 5       | Laura Ludwig / Louisa Lippmann            |         |
| 5       | Tjaša Kotnik / Tajda Lovsin               |         |
| 5       | Julia Scoles / Betsi Flint                |         |

### Elite16 Montreal
Van 26 tot en met 31 juli 2023
| Mannen | Mannen                              | Mannen |
| Rang   | Team                                |        |
| ------ | ----------------------------------- | ------ |
| 1      | Anders Mol / Christian Sørum        |        |
| 2      | Miles Partain / Andrew Benesh       |        |
| 3      | Alex Ranghieri / Adrian Carambula   |        |
| 4      | Evandro Gonçalves / Arthur Lanci    |        |
| 5      | Vitor Felipe / Renato Lima          |        |
| 5      | Nils Ehlers / Clemens Wickler       |        |
| 5      | Alexander Brouwer / Robert Meeuwsen |        |
| 5      | Cherif Younousse / Ahmed Tijan      |        |

| Vrouwen | Vrouwen                                    | Vrouwen |
| Rang    | Team                                       |         |
| ------- | ------------------------------------------ | ------- |
| 1       | Melissa Humana-Paredes / Brandie Wilkerson |         |
| 2       | Julia Scoles / Betsi Flint                 |         |
| 3       | Xue Chen / Xia Xinyi                       |         |
| 4       | Katja Stam / Raïsa Schoon                  |         |
| 5       | Ágatha Bednarczuk / Rebecca Silva          |         |
| 5       | Ana Patrícia Ramos / Duda Lisboa           |         |
| 5       | Jagoda Gruszczyńska / Aleksandra Wachowicz |         |
| 5       | Kristen Nuss / Taryn Kloth                 |         |

### Elite16 Hamburg
Van 16 tot en met 20 augustus 2023
| Mannen | Mannen                            | Mannen |
| Rang   | Team                              |        |
| ------ | --------------------------------- | ------ |
| 1      | David Åhman / Jonatan Hellvig     |        |
| 2      | Samuele Cottafava / Paolo Nicolai |        |
| 3      | Anders Mol / Christian Sørum      |        |
| 4      | George Wanderley / André Loyola   |        |
| 5      | Pablo Herrera / Adrián Gavira     |        |
| 5      | Paul Henning / Sven Winter        |        |
| 5      | Cherif Younousse / Ahmed Tijan    |        |
| 5      | Miles Partain / Andrew Benesh     |        |

| Vrouwen | Vrouwen                                    | Vrouwen |
| Rang    | Team                                       |         |
| ------- | ------------------------------------------ | ------- |
| 1       | Ana Patrícia Ramos / Duda Lisboa           |         |
| 2       | Kristen Nuss / Taryn Kloth                 |         |
| 3       | Svenja Müller / Cinja Tillmann             |         |
| 4       | Carol Solberg / Bárbara Seixas             |         |
| 5       | Melissa Humana-Paredes / Brandie Wilkerson |         |
| 5       | Laura Ludwig / Louisa Lippmann             |         |
| 5       | Nina Brunner / Tanja Hüberli               |         |
| 5       | Sara Hughes / Kelly Cheng                  |         |

### Elite16 Parijs
Van 27 september tot en met 1 oktober 2023
| Mannen | Mannen                              | Mannen |
| Rang   | Team                                |        |
| ------ | ----------------------------------- | ------ |
| 1      | Ondřej Perušič / David Schweiner    |        |
| 2      | Nils Ehlers / Clemens Wickler       |        |
| 3      | Alexander Brouwer / Robert Meeuwsen |        |
| 4      | Julian Hörl / Alexander Horst       |        |
| 5      | George Wanderley / André Loyola     |        |
| 5      | Pedro Solberg / Guto Carvalhaes     |        |
| 5      | Samuele Cottafava / Paolo Nicolai   |        |
| 5      | Stefan Boermans / Yorick de Groot   |        |

| Vrouwen | Vrouwen                                    | Vrouwen |
| Rang    | Team                                       |         |
| ------- | ------------------------------------------ | ------- |
| 1       | Ana Patrícia Ramos / Duda Lisboa           |         |
| 2       | Kristen Nuss / Taryn Kloth                 |         |
| 3       | Katja Stam / Raïsa Schoon                  |         |
| 4       | Valentina Gottardi / Marta Menegatti       |         |
| 5       | Carol Solberg / Bárbara Seixas             |         |
| 5       | Melissa Humana-Paredes / Brandie Wilkerson |         |
| 5       | Laura Ludwig / Louisa Lippmann             |         |
| 5       | Sara Hughes / Kelly Cheng                  |         |

### Wereldkampioenschappen
Van 6 tot en met 15 oktober 2023
| Mannen | Mannen                            | Mannen |
| Rang   | Team                              |        |
| ------ | --------------------------------- | ------ |
| 1      | Ondřej Perušič / David Schweiner  |        |
| 2      | David Åhman / Jonatan Hellvig     |        |
| 3      | Bartosz Łosiak / Michał Bryl      |        |
| 4      | Trevor Crabb / Theodore Brunner   |        |
| 5      | Anders Mol / Christian Sørum      |        |
| 5      | Pedro Solberg / Guto Carvalhaes   |        |
| 5      | Miles Partain / Andrew Benesh     |        |
| 5      | Stefan Boermans / Yorick de Groot |        |

| Vrouwen | Vrouwen                                    | Vrouwen |
| Rang    | Team                                       |         |
| ------- | ------------------------------------------ | ------- |
| 1       | Sara Hughes / Kelly Cheng                  |         |
| 2       | Ana Patrícia Ramos / Duda Lisboa           |         |
| 3       | Kristen Nuss / Taryn Kloth                 |         |
| 4       | Taliqua Clancy / Mariafe Artacho           |         |
| 5       | Katja Stam / Raïsa Schoon                  |         |
| 5       | Melissa Humana-Paredes / Brandie Wilkerson |         |
| 5       | Tainá Silva / Victoria Lopes               |         |
| 5       | Nina Brunner / Tanja Hüberli               |         |

### Goa Challenge
Van 19 tot en met 22 oktober 2023
| Mannen | Mannen                           | Mannen |
| Rang   | Team                             |        |
| ------ | -------------------------------- | ------ |
| 1      | Robin Seidl / Moritz Pristauz    |        |
| 2      | Pablo Herrera / Adrián Gavira    |        |
| 3      | Javier Bello / Joaquin Bello     |        |
| 4      | Lukas Pfretzschner / Sven Winter |        |
| 5      | Thomas Hodges / Zachery Schubert |        |
| 5      | Arthur Canet / Téo Rotar         |        |
| 5      | Adrian Heidrich / Leo Dillier    |        |
| 5      | Chaim Schalk / Tri Bourne        |        |

| Vrouwen | Vrouwen                             | Vrouwen |
| Rang    | Team                                |         |
| ------- | ----------------------------------- | ------- |
| 1       | Anouk Vergé-Dépré / Joana Mäder     |         |
| 2       | Sandra Ittlinger / Karla Borger     |         |
| 3       | Daniela Álvarez / Tania Moreno      |         |
| 4       | Naraphornrapat / Worapeerachayakorn |         |
| 5       | Ágatha Bednarczuk / Rebecca Silva   |         |
| 5       | Liliana Fernández / Paula Soria     |         |
| 5       | Niina Ahtiainen / Taru Lahti        |         |
| 5       | Clémence Vieira / Aline Chamereau   |         |

### Haikou Challenge
Van 2 tot en met 5 november 2023
| Mannen | Mannen                               | Mannen |
| Rang   | Team                                 |        |
| ------ | ------------------------------------ | ------ |
| 1      | Miles Evans / Chase Budinger         |        |
| 2      | Trevor Crabb / Theodore Brunner      |        |
| 3      | Thomas Hodges / Zachery Schubert     |        |
| 4      | Chaim Schalk / Tri Bourne            |        |
| 5      | Sam Schachter / Daniel Dearing       |        |
| 5      | Javier Bello / Joaquin Bello         |        |
| 5      | Gianluca Dal Corso / Marco Viscovich |        |
| 5      | Piotr Kantor / Jakub Zdybek          |        |

| Vrouwen | Vrouwen                                    | Vrouwen |
| Rang    | Team                                       |         |
| ------- | ------------------------------------------ | ------- |
| 1       | Carol Solberg / Bárbara Seixas             |         |
| 2       | Zhu Lingdi / Shuting Cao                   |         |
| 3       | Tainá Silva / Victoria Lopes               |         |
| 4       | Monika Paulikienė / Ainė Raupelytė         |         |
| 5       | Franziska Friedl / Katharina Schützenhöfer |         |
| 5       | Heather Bansley / Sophie Bukovec           |         |
| 5       | Sarah Pavan / Molly McBain                 |         |
| 5       | Sunniva Helland-Hansen / Emilie Olimstad   |         |

### Chiang Mai Challenge
Van 16 tot en met 19 november 2023
| Mannen | Mannen                                 | Mannen |
| Rang   | Team                                   |        |
| ------ | -------------------------------------- | ------ |
| 1      | Matthew Immers / Steven van de Velde   |        |
| 2      | Piotr Kantor / Jakub Zdybek            |        |
| 3      | Miles Evans / Chase Budinger           |        |
| 4      | Mark Nicolaidis / Izac Carracher       |        |
| 5      | Julian Hörl / Alexander Horst          |        |
| 5      | Lukas Pfretzschner / Sven Winter       |        |
| 5      | Patrikus Stankevičius / Audrius Knašas |        |
| 5      | Marco Krattiger / Florian Breer        |        |

| Vrouwen | Vrouwen                           | Vrouwen |
| Rang    | Team                              |         |
| ------- | --------------------------------- | ------- |
| 1       | Ágatha Bednarczuk / Rebecca Silva |         |
| 2       | Niina Ahtiainen / Taru Lahti      |         |
| 3       | Sarah Pavan / Molly McBain        |         |
| 4       | Dong Jie / Wang Fan               |         |
| 5       | Daniela Álvarez / Tania Moreno    |         |
| 5       | María Belén Carro / Ángela Lobato |         |
| 5       | Clémence Vieira / Aline Chamereau |         |
| 5       | Sandra Ittlinger / Karla Borger   |         |

### Elite16 João Pessoa
Van 22 tot en met 26 november 2023
| Mannen | Mannen                                | Mannen |
| Rang   | Team                                  |        |
| ------ | ------------------------------------- | ------ |
| 1      | David Åhman / Jonatan Hellvig         |        |
| 2      | Samuele Cottafava / Paolo Nicolai     |        |
| 3      | Stefan Boermans / Yorick de Groot     |        |
| 4      | George Wanderley / André Loyola       |        |
| 5      | Arthur Mariano / Adrielson dos Santos |        |
| 5      | Evandro Gonçalves / Arthur Lanci      |        |
| 5      | Ondřej Perušič / David Schweiner      |        |
| 5      | Cherif Younousse / Ahmed Tijan        |        |

| Vrouwen | Vrouwen                              | Vrouwen |
| Rang    | Team                                 |         |
| ------- | ------------------------------------ | ------- |
| 1       | Ana Patrícia Ramos / Duda Lisboa     |         |
| 2       | Carol Solberg / Bárbara Seixas       |         |
| 3       | Xue Chen / Xia Xinyi                 |         |
| 4       | Kristen Nuss / Taryn Kloth           |         |
| 5       | Lézana Placette / Alexia Richard     |         |
| 5       | Svenja Müller / Cinja Tillmann       |         |
| 5       | Tina Graudina / Anastasija Samoilova |         |
| 5       | Katja Stam / Raïsa Schoon            |         |

### Nuvali Challenge
Van 30 november tot en met 3 december 2023
| Mannen | Mannen                                 | Mannen |
| Rang   | Team                                   |        |
| ------ | -------------------------------------- | ------ |
| 1      | Robin Seidl / Moritz Pristauz          |        |
| 2      | Thomas Hodges / Zachery Schubert       |        |
| 3      | Patrikus Stankevičius / Audrius Knašas |        |
| 4      | Javier Bello / Joaquin Bello           |        |
| 5      | Pablo Herrera / Adrián Gavira          |        |
| 5      | Kusti Nõlvak / Mart Tiisaar            |        |
| 5      | João Pedrosa / Hugo Campos             |        |
| 5      | Miles Evans / Chase Budinger           |        |

| Vrouwen | Vrouwen                              | Vrouwen |
| Rang    | Team                                 |         |
| ------- | ------------------------------------ | ------- |
| 1       | Tina Graudina / Anastasija Samoilova |         |
| 2       | Daniela Álvarez / Tania Moreno       |         |
| 3       | Tainá Silva / Victoria Lopes         |         |
| 4       | Lézana Placette / Alexia Richard     |         |
| 5       | Sarah Pavan / Molly McBain           |         |
| 5       | Naraphornrapat / Worapeerachayakorn  |         |
| 5       | Terese Cannon / Megan Kraft          |         |
| 5       | Teegan Van Gunst / Kimberly Hildreth |         |

### Finals Doha
Van 7 tot en met 10 december 2023
| Mannen | Mannen                            | Mannen |
| Rang   | Team                              |        |
| ------ | --------------------------------- | ------ |
| 1      | David Åhman / Jonatan Hellvig     |        |
| 2      | Anders Mol / Christian Sørum      |        |
| 3      | George Wanderley / André Loyola   |        |
| 4      | Cherif Younousse / Ahmed Tijan    |        |
| 5      | Ondřej Perušič / David Schweiner  |        |
| 5      | Samuele Cottafava / Paolo Nicolai |        |
| 7      | Nils Ehlers / Clemens Wickler     |        |
| 7      | Bartosz Łosiak / Michał Bryl      |        |

| Vrouwen | Vrouwen                                    | Vrouwen |
| Rang    | Team                                       |         |
| ------- | ------------------------------------------ | ------- |
| 1       | Kristen Nuss / Taryn Kloth                 |         |
| 2       | Svenja Müller / Cinja Tillmann             |         |
| 3       | Ana Patrícia Ramos / Duda Lisboa           |         |
| 4       | Taliqua Clancy / Mariafe Artacho           |         |
| 5       | Tainá Silva / Victoria Lopes               |         |
| 5       | Melissa Humana-Paredes / Brandie Wilkerson |         |
| 7       | Tina Graudina / Anastasija Samoilova       |         |
| 7       | Katja Stam / Raïsa Schoon                  |         |